# Wasa SK
Wasa Schackklubb är en Stockholmsbaserad schackklubb som bildades 1917. Klubben har blivit svenska lagmästare elva gånger mellan 1952 och 1991. Stormästare Erik Lundin var medlem i klubben i hela sitt liv.